# Gewaltenkontrolle
Bei der Gewaltenkontrolle liegt die "Gewalt" (i.e. Macht) nicht in einer Hand, sondern verteilt sich auf verschiedene Institutionen der Gesellschaft.
Gewaltenkontrolle setzt Gewaltenteilung voraus.
Die auf Ausgleich gerichteten Mechanismen der Kontrolle einer Gewalt über die anderen und vice versa wird dann Gewaltenkontrolle genannt. Der Ausgleich soll die übermäßige Ansammlung von Macht einer bestimmten Elite eines Herrschaftssystems verhindern, um somit offene Konflikte, die sich daraus ergeben würden, in einen institutionalisierten Prozess zu kanalisieren. 
Man kann zwei Typen von Gewaltenkontrolle unterscheiden:
vertikale Gewaltenkontrolle
Das Wahlregime, also die Kontrolle der Regierten (Bürger) gegenüber den Regierenden (Politiker). (Anmerkung: Hierbei kommt den Medien als Vermittlern eine wichtige Rolle zu, weshalb manche auch von der vierten Gewalt sprechen)
horizontale Gewaltenkontrolle
Kontrolle der Gewalten (Institutionen) untereinander, etwa die Kontrolle der Gerichtsbarkeit (Judikative) gegenüber der Regierung (Exekutive). (Anmerkung: Diese Seite der Gewaltenkontrolle kann ohne die eigentlichen Institutionen zu entfernen durch Korruption unterwandert werden)
Dieses System von "checks and balances" ist ein grundlegendes Merkmal jeder Demokratie und ist in der Verfassung eines Staates niedergelegt. Um diesem komplexen System einer funktionierenden Demokratie theoretisch gerecht zu werden, entwickelte die politikwissenschaftliche Teildisziplin der Demokratietheorie den Begriff der "eingebetteten Demokratie" ("embedded democracy"). Defekte in der Gewaltenkontrolle und -teilung werden in der Demokratietheorie mit dem Konzept "defekte Demokratie" beschrieben.